# Сена
Се́на (фр. Seine [sɛn], лат. Sequana) — река во Франции.

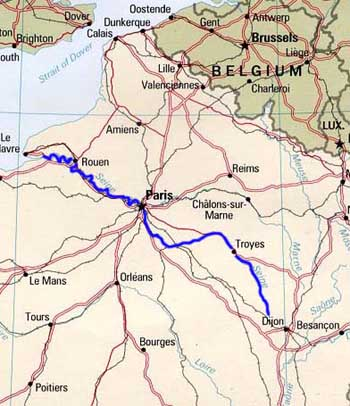
Сена на карте

Длина — 776 км, площадь водосборного бассейна — 78,65 тыс. км².

## Гидрография
Исток Сены находится в южной части плато Лангр в Бургундии. Далее река протекает в широкой долине по Парижскому бассейну; русло её здесь извилисто, особенно после Парижа.

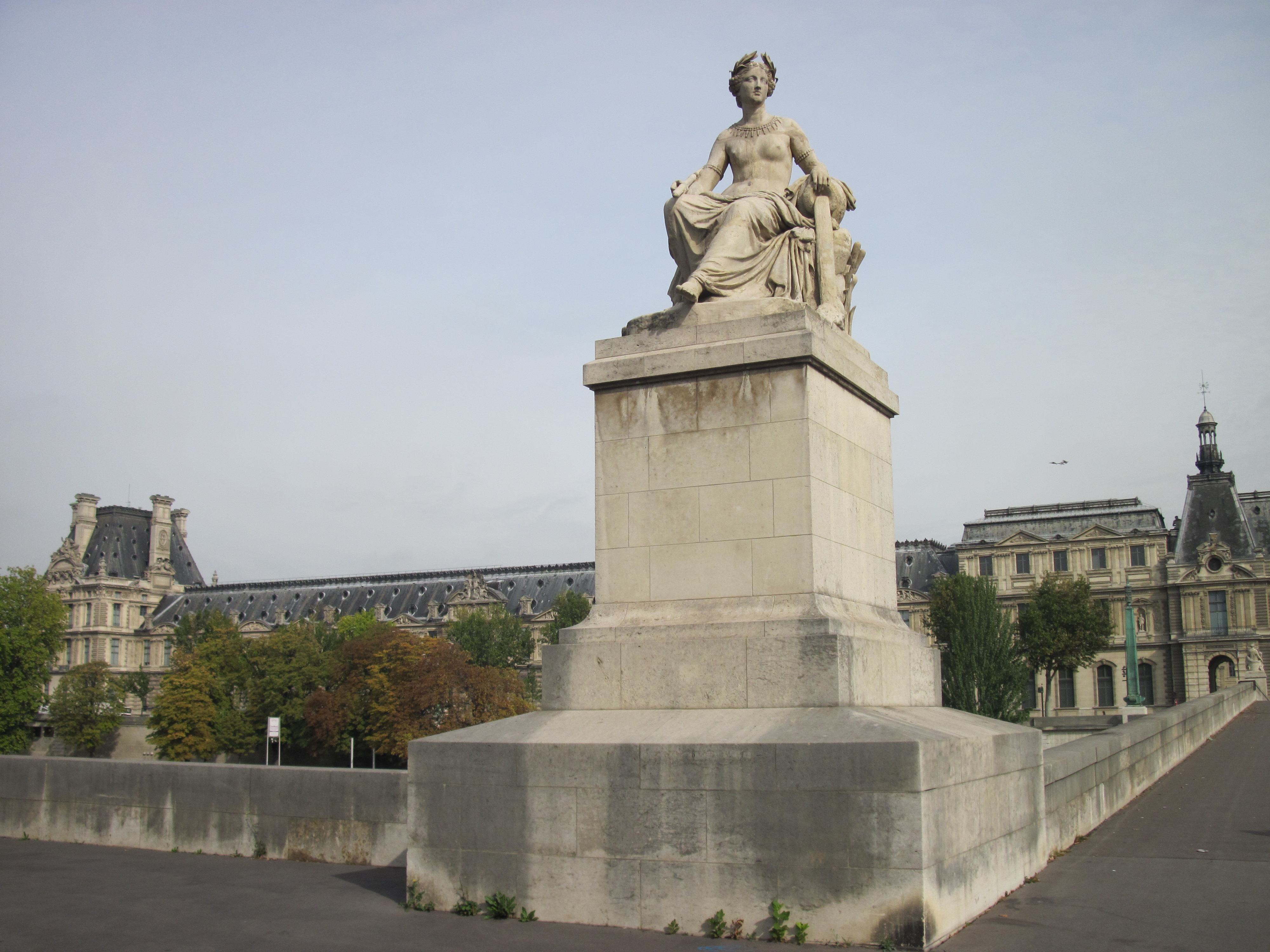
Статуя «Сена» скульптора Луи Петито на мосту Каррузель

Вблизи Гавра река впадает в бухту Сена пролива Ла-Манш (воронкообразный эстуарий длиной свыше 25 км и шириной 2—10 км). В устье реки построен Мост Нормандии, один из самых длинных подвесных мостов в мире.
Основные притоки: правые — Об, Марна, Уаза, Андель; левые — Йонна, Эр.
Питание преимущественно дождевое, подъёмы уровня с ноября по март, летом — короткая межень. Средний расход воды в Париже около 250 м³/с, вблизи устья 450—500 м³/с. Влияние морских приливов распространяется на 35 км выше Руана (их амплитуда у Руана около 2 м, у Гавра — 7,5 м). Во время сильных паводков на Сене отмечаются наводнения (проведение гидротехнических работ на самой реке и её притоках уменьшило опасность наводнений для Парижа). Одно из крупнейших наводнений на реке случилось в 1910 году: Сена затопила Париж, причинив колоссальный экономический ущерб городу.
В своём течении Сена подразделяется на пять частей:
- Малая Сена (начинается у истоков реки)
- Высокая Сена (до Парижа)
- проходной участок (в пределах французской столицы)
- Нижняя Сена (от Парижа до Руана)
- Приморская Сена (от Руана до побережья).

### Истоки

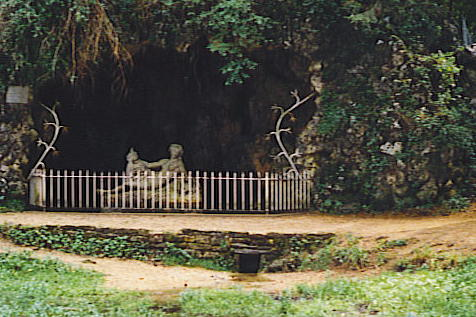
Исток Сены

«Официальные истоки» Сены расположены в одноимённом департаменте на высоте 446 м над уровнем моря. Они находились в собственности города Парижа с 1864 года. В следующем году появился рукотворный грот, созданный для укрытия основного источника и статуи нимфы, символизирующей реку.

## Экономика
Сена судоходна от г. Труа; ниже впадения в неё бокового канала (для судов с осадкой до 1,3 м). В устье суда ходят по обводному Танкарвильскому каналу. Морские суда с осадкой до 6,5 м проходят до Руана; между Руаном и Парижем ходят речные суда с осадкой до 3,2 м.
Сеть каналов соединяет Сену с Соммой, Шельдой, Маасом, Рейном, Соной и Луарой. Основные порты на Сене — Париж, Руан, Гавр.

## Экология Сены

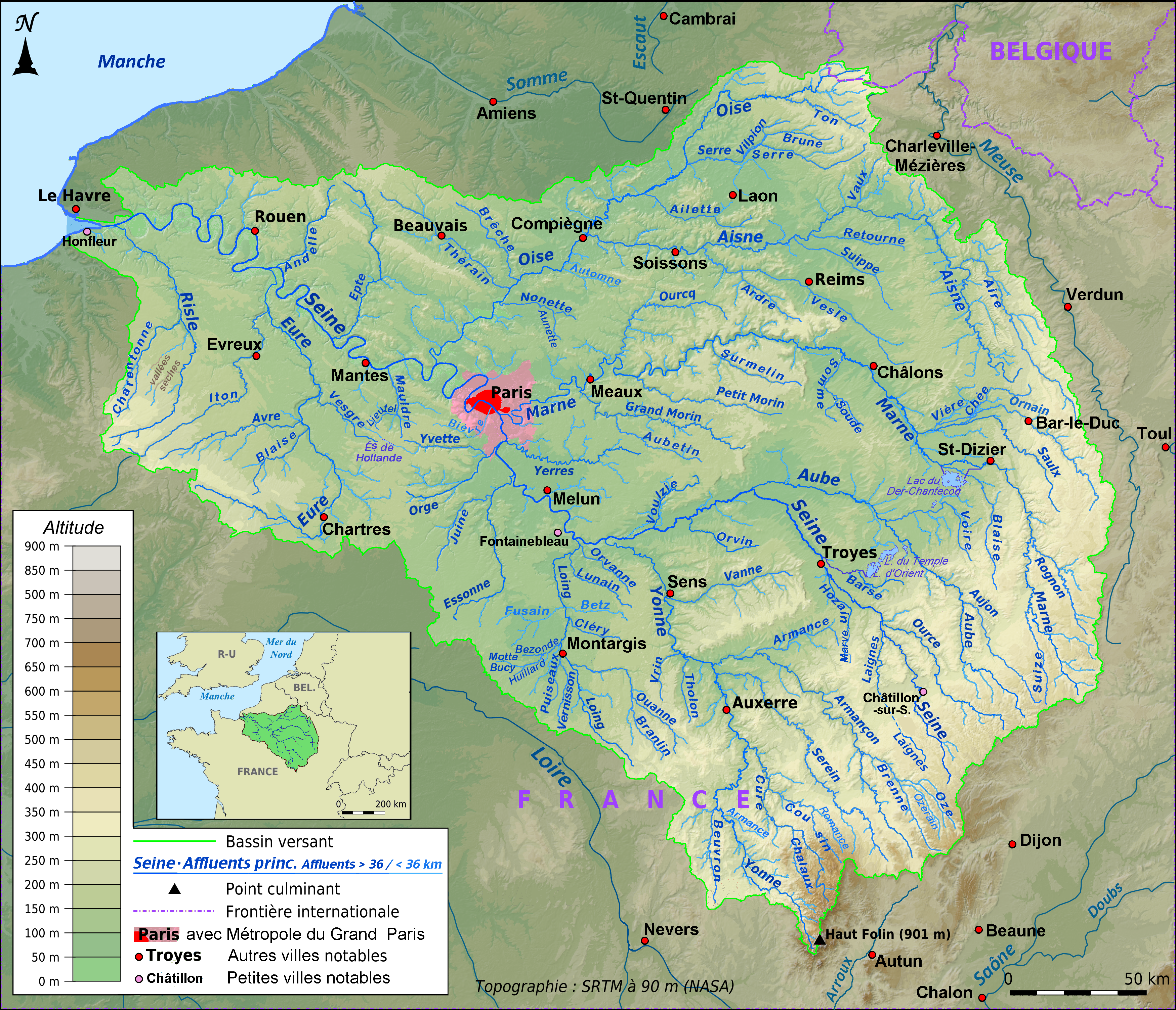
Бассейн Сены

К 1960-м годам уровень загрязнения воды в Сене достиг таких пределов, что река стала практически мёртвой. Однако в последующие годы ряд мер по предотвращению загрязнения привёл к существенному улучшению экологии, о чём свидетельствует, в частности, возврат в Сену в 2009 году атлантического лосося.

## Этимология
Название реки в античные времена звучало как Секвана (Sequana). Предположительно, кельтское слово Siquana происходит от праиндоевропейского sak- (священный).

## Города на Сене
- Париж
- Гавр
- Пуасси
- Руан

## Галерея

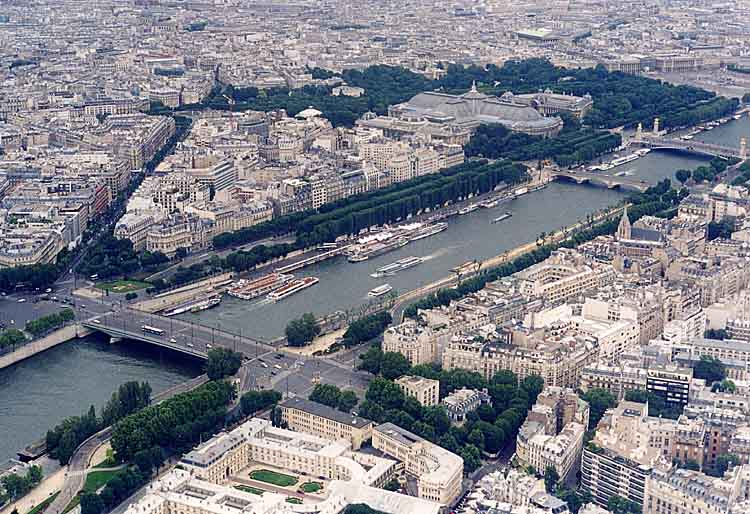
Вид Сены с Эйфелевой башни
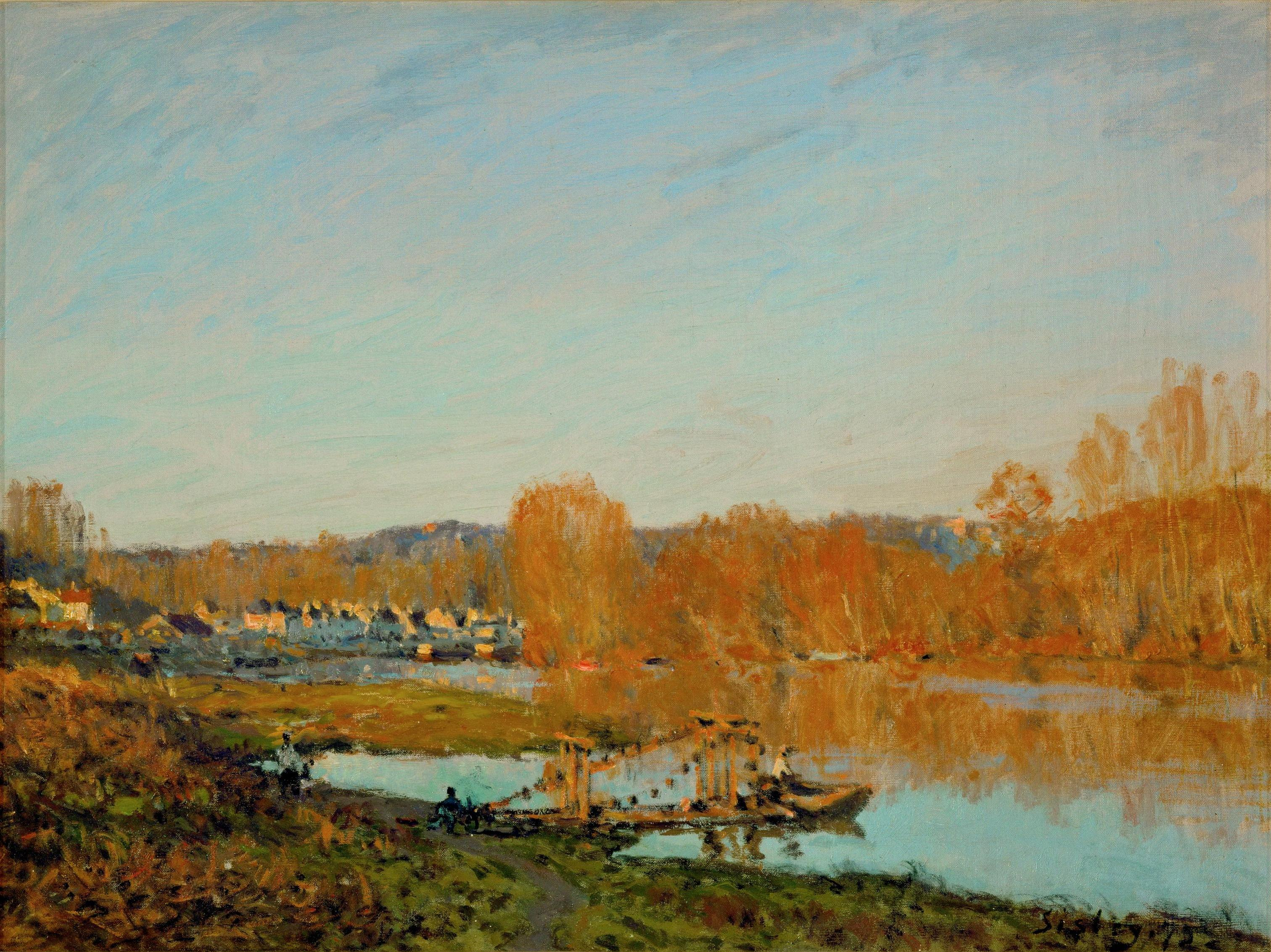
Сена на картине Альфреда Сислея (1873)
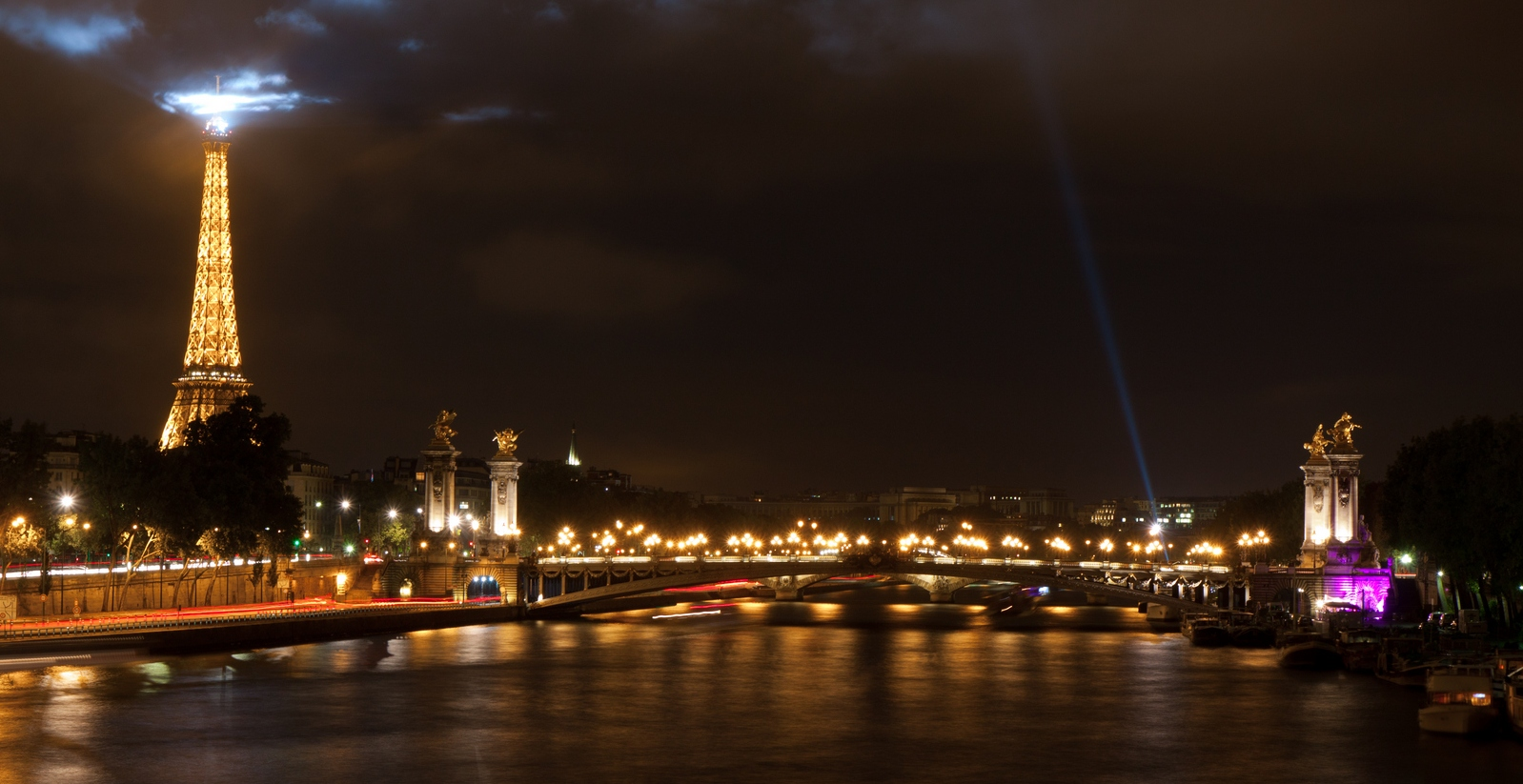
Сена ночью, центр Парижа
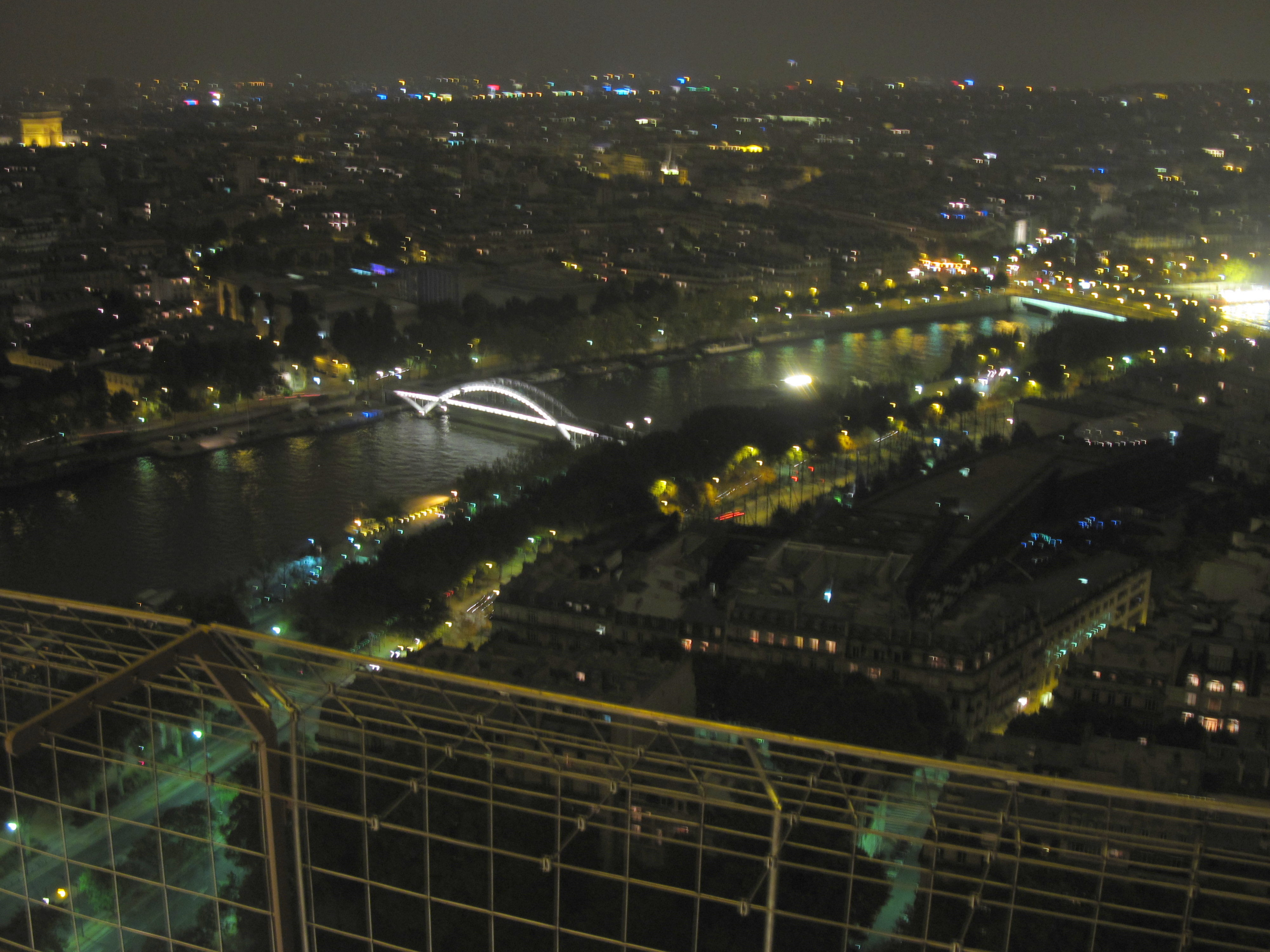
Вид на Сену с Эйфелевой башни